# Paradoxo da informação em buracos negros

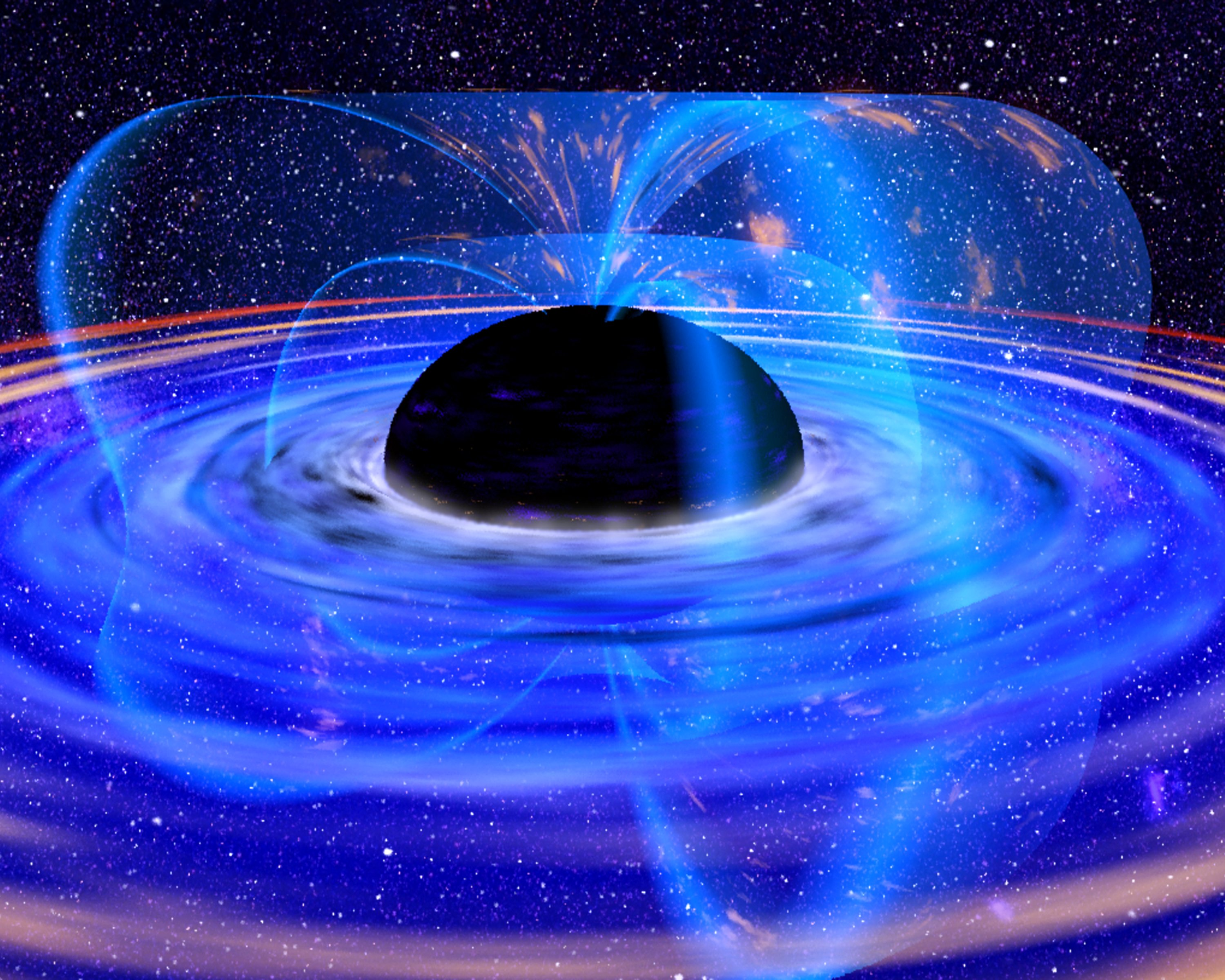
Impressão artística de um disco de acreção de buraco negro

O paradoxo da informação em buracos negros resulta do somatório de efeitos previsíveis em algumas teorias envolvendo as leis de um universo imaginário com as leis da relatividade geral e a mecânica quântica igualmente deduzidas.
A informação originada dos buracos negros é um desses efeitos que tem sido um assunto controverso entre os cientistas, visto que a informação a que os sentidos humanos são adaptados, dependem da energia eletromagnética, ou seja: da luz, e como os buracos negros atraem tanto a matéria como a energia da luz, não há como confirmá-los ou saber da existência deles tanto no macro como no microcosmo.

## A equação
A entropia de um buraco negro é dada pela seguinte equação:
{\displaystyle S={\frac {c^{3}kA}{4\hbar G}}}
Onde S representa a entropia, c a velocidade da luz, k a constante de Boltzmann, A a área da superfície do horizonte de eventos,  ħ a constante de Planck e G a constante de gravitação